# مزن حسن
مزن حسن مؤسسة ومديرة تنفيذية لمؤسسة «نظرة» للدراسات النسوية وأول مصرية تفوز بجائزة رايت ليفيلهوود(نوبل البديلة)

## نشأتها
ولدت مزن في المملكة العربية السعودية -حيث كان والدها يعمل في إحدى الجامعات هناك -لأبوين مصريين وعاشت هناك حتى سن الـ14
ارتدت الحجاب في سن الـ10 تماشياً مع الوضع في المملكة ونزعته في سن الـ14 بعد عودتها إلى مصر للاستقرار فيها وكانت بعد عودتها مخيرة في ارتدائه بعدأن كانت ارتدته رغماً عنها.
والدتها كانت أكاديمية، وقفت في مواجهة أهلها الذين عارضوا فكرة دخولها الجامعة حيث لم يكن رائجاً وقتها أن تصبح الفتاة جامعية.
دعمت والدة مزن ابنتها على طول الطريق، تقول مزن عن ذلك:«إنها مؤمنةٌ بي، محبةٌ لي، داعمةٌ لي رغم أنها لا تؤمن أن ما أفعله سيجني ثماره، وردود فعلها كانت قاسيةً بعض الشيء إزاء ما أفعل»
في سن الـ12 ، كانت مزن تشكو شعورها بالغضب من تفضيل أخيها عليها، حيث أنه كان يُشكر إن أدى عملاً منزليأ على اعتبار أنه ليس من اختصاصاته كصبي ومن اختصاصاتها كفتاة.

## لمحات من حياتها
- حصلت مزن على درجة الماجستير في حقوق الإنسان من الجامعة الأمريكية خلال الأعوام (2003-2006)
- في 28 ديسمبر 2007، قامت مزن بإنشاء «نظرة» للدراسات النسوية برقم 7184الذي تتولى إدارته ويعمل فيه نحو 20 شخصاً.
-عملت كاستشارية مصرية للصندوق العالمي للمرأة.
- شغوفةٌ بقصة حياة «درية شفيق» التي تبنت قضية حقوق المرأة في الأربعينيات والخمسينيات.
- أول امرأة وثالث من يحمل الجنسية المصرية يحصل على جائزة «لايفليهود»(نوبل البديلة) بعد المهندس «حسن فتحي» و«د.إبراهيم أبو الريش» 
قالت مزن حسن، عقب تسلمها الجائزة: «أشعر أن الحصول على» رايت لايفلي هود«ليس تقديراً لعملي أو عمل نظرة فحسب، بل إنه تقدير لكلّ امرأة ناضلت من أجل الحصول على حقوقها الأساسية، وكلّ امرأة حاربت ونجت من العنف الجنسي، وجميع النساء اللاتي يحاربن يومياً فقط من أجل حقهم في الوجود».
- في سبتمبر، حين حصلت على الجائزة لمساعدتها الناجيات من الانتهاكات ضد المرأة، عقد حفل تكريمها في «ستوكهولم» ومنعت بحكم قضائي من مغادرة البلاد لتسلمها.
- في ثورة 25 يناير، قامت بتوثيق العديد من الانتهاكات لحقوق الإنسان وقدمت الدعم الطبي والقانوني لضحايا الاعتداءات الجنسية وعمليات الاغتصاب الجماعي في ميدان التحرير.
- ساهمت من خلال «نظرة» أيضاَ في إدراج مواد تناصر حقوق المرأة في دستور 2014 الجديد منها القانون الذي يُجرّم «التحرش الجنسي».
- تعيش «حسن» تحت التهديد المستمر بالحبس أو الاعتقال في قضية أمن دولة.
- تهدد «حسن» بالسجن مدى الحياة لانتقادها لانتهاكات حقوق الإنسان المصري التي تحدث الآن في عهد حكومة الرئيس السيسي الحالية.
- في مارس، كانت «حسن» في نيويورك حين تلقت خبر استجواب 3 من فريقها في القاهرة، واضطرت للعودة فوراً لإحساسها بالمسؤولية تجاههم، وهناك استدعت للتحقيق واتهمت رسمياً في قضية «تمويل المنظمات».
- في يونيو، اكتشفت مزن أن اسمها أدرج ضمن قائمة الممنوعين من السفر حين كانت عازمةً على السفر إلى بيروت.
- تشعر مزن أن زواجها الآن وتكوينها لأسرة هو تصرف غير مسؤول؛ لأنها دائماً ما تكون تحت التهديد.
- زاد التهديد لمزن حدةً في عام 2014 حيث صدرت المادة 78 التي تشير إلى أن تلقي أي مساعدات أو أدوات من مصدر أجنبي يعرض صاحبه للسجن مدى الحياة.وهنا قالت أنها لو جلست مع أحدهم تتحدث عن مصر وأرسل لها أحدهم كوب شايٍ لتعرضت للسجن مدى الحياة ! مشيرةً إلى عدم منطقية ما أثير.

## جوائزها
فازت مزن حسن بجائزة شارلوت بانش للمدافعات عن حقوق الإنسان، أبريل 2013
حصلت على جائزة «رايت ليفليهوود» (نوبل البديلة) عام2016

## مقالاتها
التحرش الجنسى بين الحركة والحراك
حين تكون مهمة الدفاع عن النساء وأجسادهن جريمة